# Балмагамбетов, Махаш
Махаш Балмагамбетов (каз. Мақаш Балмағамбетов; 1914 год — 29 сентября 1977 года) — участник Великой Отечественной войны, командир отделения 2-й роты отдельного учебного батальона 73-й гвардейской стрелковой дивизии 7-й армии Степного фронта, Герой Советского Союза (1944).

## Биография
Родился в 1914 году в ауле № 6 ныне колхоза имени Ахунбабаева Караузякского района Каракалпакстана в семье скотовода. Казах. Работал учётчиком, техником в колхозе.
В Красную Армию призван в 1943 году Караузякским райвоенкоматом Каракалпакской Автономной ССР Узбекской ССР. В боях Великой Отечественной войны с марта 1943 года. Член ВКП(б)/КПСС с 1944 года.
Отделение 2-й роты отдельного учебного батальона (73-я гвардейская стрелковая дивизия, 7-я армия, Степной фронт) под командованием гвардии сержанта Махаша Балмагамбетова 25 сентября 1943 года первым в батальоне форсировало реку Днепр у села Бородаевка Верхнеднепровского района Днепропетровской области Украины и сразу же вступило в бой с группой гитлеровских автоматчиков.
За день отделение под его командованием отразило три контратаки противника, обеспечивая переправу других подразделений стрелковой роты. Во время ночной атаки бойцы ворвались на окраину села Бородаевка и удержали занимаемый рубеж до подхода подкрепления. В ночь на 28 сентября 1943 года взорвал дом, в котором было несколько огневых точек неприятеля, что способствовало продвижению батальона и занятию села.
Указом Президиума Верховного Совета СССР «О присвоении звания Героя Советского Союза офицерскому, сержантскому и рядовому составу Красной Армии» от 22 февраля 1944 года за «образцовое выполнение боевых заданий командования при форсировании реки Днепр, развитие боевых успехов на правом берегу реки и проявленные при этом отвагу и геройство» был удостоен звания Героя Советского Союза с вручением ордена Ленина и медали «Золотая Звезда» (№ 3422).
В 1945 году был демобилизован в звании старшего сержанта. Жил и работал в столице Каракалпакской АССР — городе Нукус. Скончался 29 сентября 1977 года.